# 윤빛가람
윤빛가람(尹빛가람, 1990년 5월 7일 ~ )은 대한민국의 축구 선수로, 포지션은 중앙 미드필더, 공격형 미드필더, 수비형 미드필더이다. 현재 K리그1 수원 FC 소속이다.

## 구단 경력
2010년 2010 K리그 드래프트에서 2순위로 고향팀인 경남 FC에 입단했다. 윤빛가람은 2월 27일 울산 현대와의 개막전에서 후반 37분 교체 투입되어 데뷔전을 치렀다. 5월 26일, 전남 드래곤즈와의 포스코컵에서 데뷔 골을 기록했다. 이후 6월 2일 치러진 수원 삼성 블루윙즈, 6월 6일 치러진 강원 FC와의 경기에서도 골을 기록해 세 경기 연속골을 터뜨렸다. 경기가 끝난 후 인터뷰에서 윤빛가람은 2010년 FIFA 월드컵에서 골을 넣은 박주영의 프리킥을 연구했다고 밝혔다. 시즌이 끝난 후 열린 K리그 시상식에서 신인왕으로 선정되었다.
2011년 11월 당시 스코틀랜드의 명문 클럽 레인저스 FC와 EPL 명문 첼시 FC로부터 러브콜을 받고 이적을 추진하였으나 갑작스럽게 소속 팀인 경남 FC에서 홈페이지를 통해 윤빛가람의 성남 일화 이적을 발표하였다. 이에 윤빛가람 측은 구단의 결정이 선수의 의사를 반영하지 않았다며 반발하였으나 결국 성남으로의 이적에 동의하여 메디컬 테스트를 받은 후 공식 입단하였다. 한편 이영표가 트위터를 통하여 윤빛가람 사태를 두고 선수의 의지와 상관없이 이적이 이루어지는 리그 규정에 대해 비판하여 화제가 되기도 하였다.
우여곡절 끝에 2012 시즌 성남에서 활약하게 된 윤빛가람은 시즌 중반 2012 피스컵에서의 무성의한 플레이가 도마 위에 올라 신태용 감독의 지시에 의해 2군으로 내려가는 등 부침을 겪었다. 이후 1군으로 복귀하였으나 성남 일화의 부진을 막지 못한 채 시즌을 마무리하였다. 시즌 종료 후 SC 브라가로의 이적설이 제기되기도 하였으나 설로 그쳤다.
2013년 2월 23일에 과거 U-17 청소년 대표팀에서 함께하였던 박경훈 감독의 부름을 받고, 제주 유나이티드로 이적하였다. 이적 후 포지션을 중앙 미드필더에서 수비형 미드필더로 전향하였고, 2016년에는 옌볜 푸더로 이적하여 하태균, 김승대와 같이 뛰었다. 그러던 중 2017년 6월 26일에 병역 문제 때문에 친정팀인 제주로 무상임대와 6개월 계약 방식으로 이적하여 남은 시즌을 치뤘고, 2018 시즌을 앞두고 상무에 입대하여 2019 시즌 중에 군 복무를 마치고 제주로 복귀하였다.
2019 시즌 후 제주와의 계약이 끝난 윤빛가람은 2020 시즌을 앞두고 K리그1의 울산 현대로 이적했다. 그 뒤 리그와 FA컵에서 연이어 준우승에 머물렀지만 2020년 AFC 챔피언스리그에서 팀의 8년만의 우승에 이바지하며 대회 최우수선수에 선정되는 영예를 안았다.
2022년 1월 3일에 3년 만에 친정팀인 제주 유나이티드로 복귀하였다.
2023 시즌을 앞두고 이기혁과 트레이드를 통해 수원 FC로 이적하였다.

## 국가대표팀 경력
부경고등학교 때부터 대한민국 U-17 대표팀에서 활약했으며, 그 때 대표팀 감독으로 있었던 박경훈 감독과의 인연으로 성남 일화 천마에서 제주 유나이티드로 이적하는 데 결정적인 요인이 되었다. 2010년 8월 11일 나이지리아와의 평가전에서 A매치 첫 출장과 첫 골을 기록했다. 12월 24일 아시안컵 명단에 뽑혔고, 오스트레일리아 전에서 첫 출전하였다. 2011년 1월 23일 이란과의 8강전에서 연장 전반 추가 시간에 결승골을 넣어 승리를 이끌었다.
그리고 2016년 5월 26일에 발표된 스페인과 체코의 친선경기 명단에 포함되면서 무려 3년 8개월만에 국가대표에 복귀했다. 그리고 체코전에서 완벽한 프리킥골과 석현준에게 완벽한 기회를 제공해주는 어시스트를 하며 2:1승리에 크게 기여했다.

## 논란
2007년 윤빛가람은 “K리그는 거의 안 본다. K리그는 속도가 느려서 서울 - 수원 같은 라이벌전 아니면 잘 안 보게 된다“는 K리그를 비하하는 듯한 인터뷰로 인해 파장을 일으켰다. 허정무 감독은 U-17 월드컵 이후 윤빛가람이 특별한 선수가 아니라고 밝혔다. 2010년 Griffith University의 호텔경영학과 학사를 취득했다. 2011년 스스로를 추천해 부산외국어대학교 사회체육학부에 수시로 합격하였으나, 거리상의 제약에도 불구하고 학업을 무사히 마칠 수 있을 지에 대한 의문이 있다. 또한 윤빛가람은 2012년 6월 23일 대전과의 K리그 경기에서 의도를 알 수 없는 무의미한 퇴장으로, 2012년 7월 22일 피스컵 수원 2012 함부르크와의 결승전에서 태업성 플레이를 일삼아 팀 내 최고 연봉자의 위엄에 걸맞지 않게 반 시즌 만에 무려 2회나 2군으로 강등됐다. 결국 슬럼프로 성남에서의 시즌을 마무리했고, 신태용 감독이 물러나고 안익수 감독이 부임한 후에도 2013 시즌 전지훈련 도중 또 다시 2군행을 통보받는 등 성남에서 불화만 겪다가, 2월 23일 U-17 청소년 대표팀에서 함께하였던 박경훈 감독의 제주 유나이티드로 다시 이적하였다.

## 경력 통계

### 국가대표팀 골 기록
| # | 일정            | 장소           | 상대       | 득점  | 결과  | 대회                |
| - | --------------- | -------------- | ---------- | ----- | ----- | ------------------- |
| 1 | 2010년 8월 11일 | 대한민국, 수원 | 나이지리아 | 1 - 0 | 2 - 1 | 친선 경기           |
| 2 | 2011년 1월 22일 | 카타르, 도하   | 이란       | 1 - 0 | 1 - 0 | 2011년 AFC 아시안컵 |
| 3 | 2016년 6월 5일  | 체코, 프라하   | 체코       | 1 - 0 | 2 - 1 | 친선 경기           |

## 수상

### 팀

#### 대한민국 축구 국가대표팀
- 아시안 게임 축구 동메달 : 2010
- AFC 아시안컵 3위 : 2011

#### 울산 현대
- AFC 챔피언스리그 우승: 2020

### 개인
- K리그 신인상: 2010
- K리그 베스트 11: 2010, 2011
- AFC 챔피언스리그 MVP: 2020
- AFC 챔피언스리그 베스트 11: 2020